# Ouest-France
Ouest-France este un cotidian francez cunoscut pentru accentul pus pe știrile locale și naționale. Ziarul este realizat în 47 de ediții diferite, acoperind evenimente din diferite departamente franceze din regiunile Bretania, Normandia Inferioară și Pays de la Loire. Numărul de cititori nu a fost afectat de declinul tirajelor ziarelor în Franța, spre deosebire de majoritatea celorlalte cotidiene.
Cu 2,5 milioane de cititori zilnici (și un tiraj de aproape 800.000 de exemplare), este de departe cel mai citit ziar francofon din lume, înaintea ziarelor naționale franceze Le Figaro și Le Monde.

## Istorie

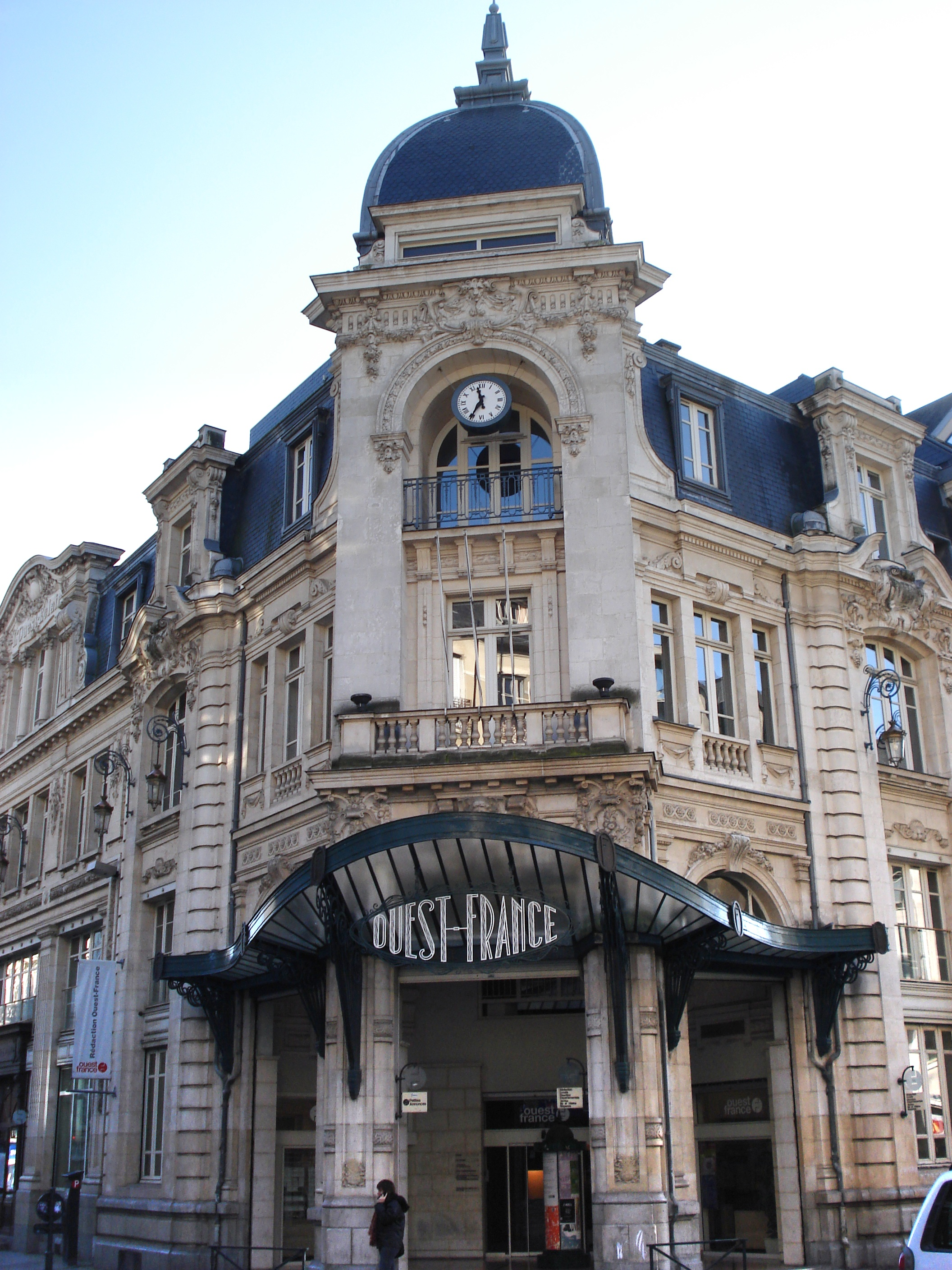
Clădirea Ouest-France din Rennes

Ouest-France a fost fondată în 1944 de Adolphe Le Goaziou⁠(d) și alții, după închiderea Ouest-Éclair, care a fost interzisă de forțele de eliberare pentru colaboraționism în timpul războiului. Are sediul în Rennes și Nantes și are un tiraj de aproximativ 792.400 (mai mare decât orice cotidian național francez), mai ales în Bretania.
Linia sa editorială a fost de la început puternic pro-europeană, influențată de democrația creștină (Mișcarea Republicană Populară), acum MoDem, Nouveau Centre sau Uniunea pentru o Mișcare Populară (UMP). Cu 2,52 milioane de cititori, Ouest-France este, de asemenea, principalul cotidian în limba franceză din lume.
Ziarul a avut un tiraj de 773.471 de exemplare în 2001 și 764.731 de exemplare în 2002 cu o cotă de piață de 14,41%. În 2020 a avut un tiraj de 637.463 de exemplare.

### Edițiile distincte
Cele 47 de ediții diferite sunt împărțite în douăsprezece departamente:
| Departament      | Numere | Circulație | Numele edițiilor                                                                          |
| ---------------- | ------ | ---------- | ----------------------------------------------------------------------------------------- |
| Calvados         | 4      | 52.000     | Bayeux, Caen, Pays d'Auge⁠(d), Vire / Falaise                                              |
| Côtes-d'Armor    | 5      | 95.000     | Dinan, Guingamp, Lannion / Paimpol, Loudéac - Rostrenen, Saint-Brieuc                     |
| Finistère        | 5      | 46.000     | Brest, Châteaulin / Carhaix, Finistère sud, Morlaix, Quimper                              |
| Ille-et-Vilaine  | 10     | 134.000    | Redon, Rennes (Rennes nord, sud, est, vest, centru), Saint-Malo, Vitré, Fougères          |
| Loire-Atlantique | 6      | 112.000    | Châteaubriant - Ancenis, Pays de Retz⁠(d), Nantes oraș, Nantes nord, St-Nazaire / La Baule |
| Maine-et-Loire   | 2      | 24.000     | Angers - Segré, Cholet                                                                    |
| Manche           | 3      | 33.000     | Cherbourg, Saint-Lô / Coutances, Sud Manche                                               |
| Mayenne          | 1      | 41.000     | Mayenne                                                                                   |
| Morbihan         | 5      | 113.000    | Auray, Lorient, Ploërmel, Pontivy, Vannes                                                 |
| Orne             | 2      | 22.000     | Argentan-Flers, Alençon-Orme-Est                                                          |
| Sarthe           | 2      | 25.000     | Le Mans / Sarthe nord, Sarthe sud                                                         |
| Vendée           | 4      | 72.000     | Fontenay-le-Comte / Luçon, La Roche-sur-Yon, Montaigu / Les Herbiers, Ouest Littoral      |